# Governador Nunes Freire
Governador Nunes Freire is een gemeente in de Braziliaanse deelstaat Maranhão. De gemeente telt 24.520 inwoners (schatting 2009).